# Pedido
Pedido, para o Direito, é a providência jurisdicional pretendida com a demanda.

## Objetos do pedido
Pode diferenciar-se dois objetos no pedido:
- Objeto imediato - é a tutela jurisdicional pretendida. Exemplos: condenação, declaração.

- Objeto mediato - é o bem da vida sobre o qual recai a providência. Exemplos: imóvel, automóvel.

## Características do pedido
De acordo com o artigo 286 do Código de Processo Civil brasileiro, o pedido deve ser certo e determinado.
O próprio artigo 286, no entanto, prevê três situações em que se autoriza pedido indeterminado. Nesses casos, o que não se determina é o objeto mediato do pedido; o objeto imediato é sempre determinado. As hipóteses são as seguintes:
1. Universalidade de bens - aqui, a providência recai sobre uma universalidade de bens, cujos elementos não são distinguidos. Exemplos: biblioteca, herança.
2. Danos desconhecidos - houve um ilícito, mas a extensão dos danos não é conhecida. Exemplo: prejuízo causado por vazamento de petróleo aos pescadores do litoral.
3. Dependência do réu - o valor do pedido depende de informação a ser prestada pelo réu. Exemplo: indenização de prejuízo causado pelo tutor ao tutelado, que depende de prestação de contas.

## Cumulação de pedidos
Há dois gêneros de cumulação de pedidos: em sentido estrito ou própria e em sentido amplo ou imprópria. Na cumulação própria, dois ou mais pedidos podem ser concedidos; no caso da cumulação imprópria, o deferimento de um pedido exclui a possibilidade de deferimento do outro.
São espécies da cumulação de pedidos em sentido estrito:
- Simples - dois ou mais pedidos que não guardam relação de dependência entre si. Exemplo: condenação em indenização por danos materiais e morais.

- Sucessiva - dois ou mais pedidos que guardam relação de dependência entre si. Nesse caso, diz-se que os pedidos acessórios dependem do pedido principal. Exemplo: declaração de paternidade e alimentos.

São espécies da cumulação de pedidos em sentido amplo:
- Alternativa - o pedido pode ser satisfeito por meio de mais de uma prestação. Exemplo: realização do serviço contratado ou devolução do preço.

- Eventual - requer-se certa providência; caso ela não seja concedida, requer-se outra. A primeira pretensão chama-se pedido principal; a outra, pedido subsidiário. Exemplo: condenação à devolução de bem ou à indenização, cf. artigo 627 do Código de Processo Civil brasileiro:

O credor tem direito a receber, além de perdas e danos, o valor da coisa, quando esta não lhe for entregue, se deteriorou, não for encontrada ou não for reclamada do poder de terceiro adquirente.